# Velarde, New Mexico
Velarde, New Mexico (енгл. Velarde) насељено је место без административног статуса у америчкој савезној држави Њу Мексико.

## Демографија
По попису из 2010. године број становника је 502.
| Група             | 2000.    | 2010.       |
| Белци             | 0 (0,0%) | 46 (9,2%)   |
| Афроамериканци    | 0 (0,0%) | 0 (0,0%)    |
| Азијати           | 0 (0,0%) | 0 (0,0%)    |
| Хиспаноамериканци | 0 (0,0%) | 426 (84,9%) |
| Укупно            | 0        | 502         |